# Tuyau capillaire
Pour les articles homonymes, voir Capillaire.
Un tuyau capillaire est un tuyau de très faible diamètre intérieur, servant la plupart du temps à diminuer la pression d'un fluide. D'un diamètre extérieur de l'ordre de quelques millimètres, l'intérieur est plutôt de l'ordre de 0,1 à 0,8 mm, voire plus suivant son utilisation.

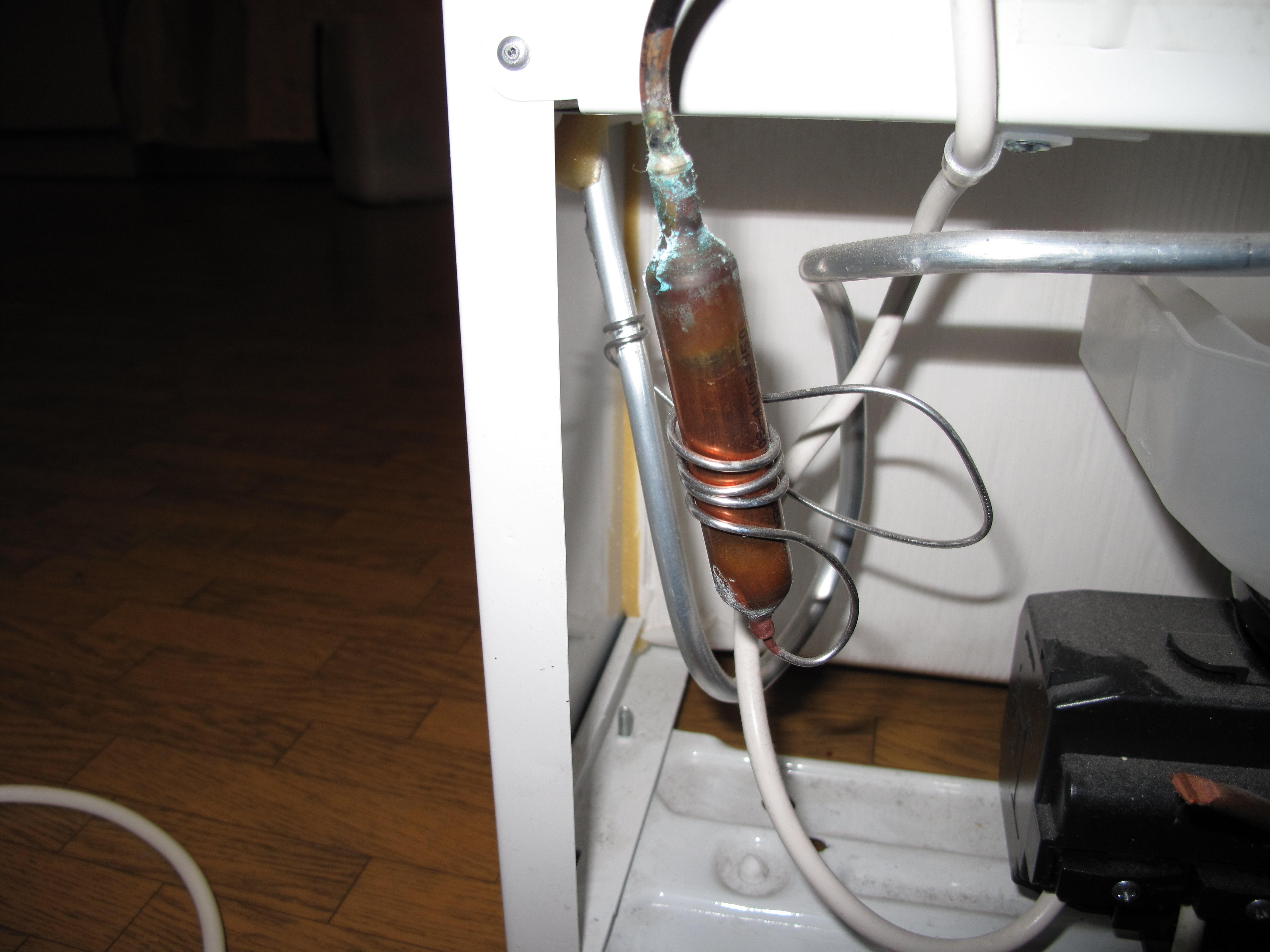
Capillaire de détente dans un réfrigérateur.

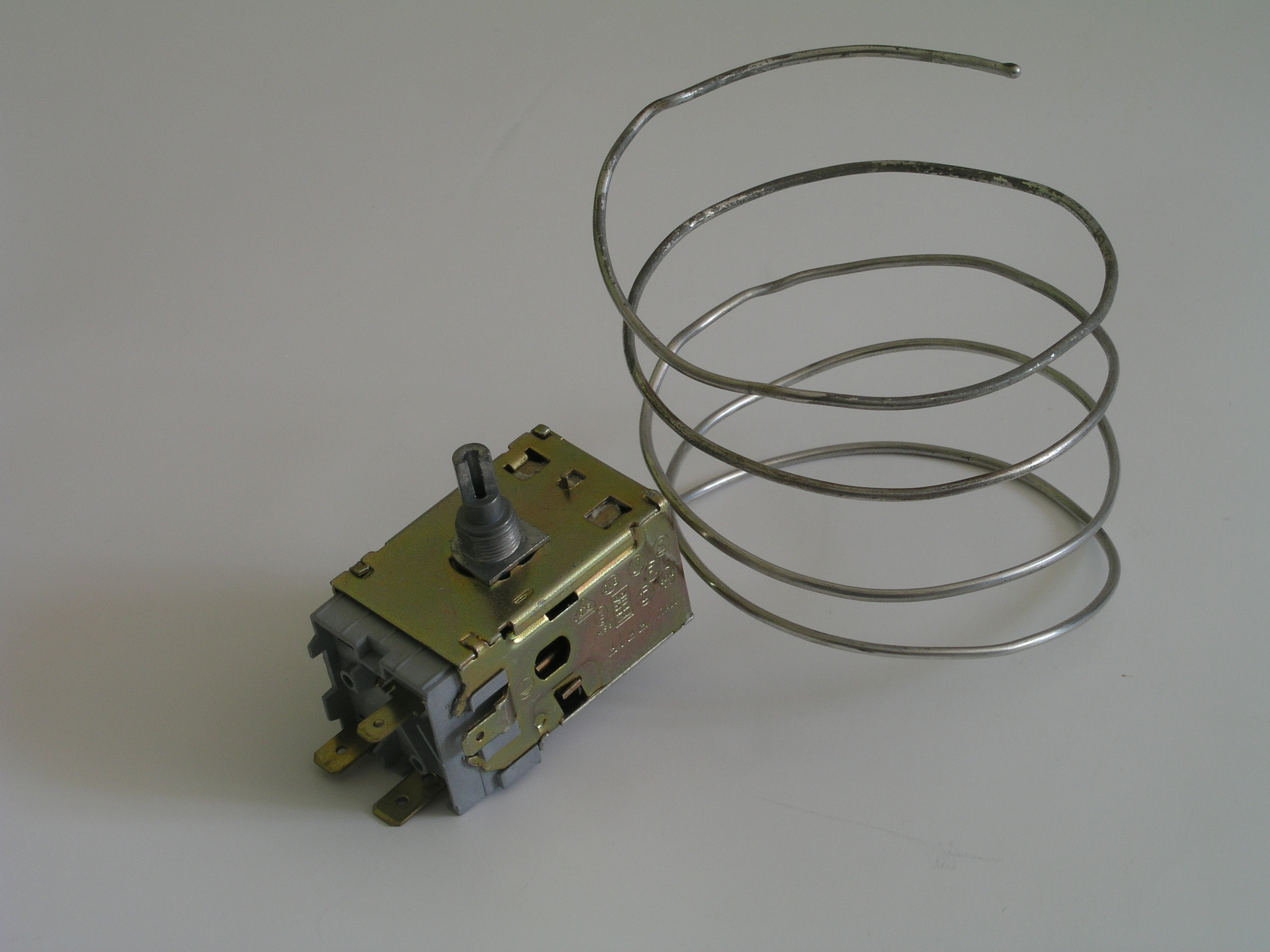
Thermostat avec son capillaire de liaison.

Dans le cadre d'un système de phase-change cooling par exemple, un tuyau capillaire peut être utilisé afin de diminuer la pression du fluide frigorigène, de 12 à 1 bar environ. La longueur de celui-ci est alors calculé en fonction du diamètre intérieur du tuyau et de la chute de pression à obtenir. Plus le tuyau va être long, plus la pression va chuter, et inversement.
En tant qu'organe de détente et par sa simplicité, le capillaire est utilisé dans les installations simples comme le réfrigérateur domestique, le congélateur, certaines pompes à chaleur…
Le capillaire est également utilisé pour relier le capteur à l’organe de régulation comme pour un thermostat.